# Ben McCauley
Benjamin Joseph McCauley (ur. 6 września 1986 w West Newton w stanie Pensylwania) – amerykański koszykarz występujący na pozycjach środkowego lub silnego skrzydłowego, obecnie zawodnik Śląska Wrocław.
Brał udział w letnich ligach NBA. W 2009 reprezentował Los Angeles Lakers, rok później Orlando Magic.
19 lutego 2018 został zawodnikiem izraelskiego Maccabi Aszdod.
10 czerwca 2019 dołączył do Kinga Szczecin. 16 lutego 2020 opuścił klub. Tego samego dnia zawarł umowę z portorykańskim Brujos de Guayama.
6 stycznia 2021 podpisał kontrakt ze Śląskiem Wrocław.

## Osiągnięcia
Stan na 26 kwietnia 2021, na podstawie, o ile nie zaznaczono inaczej.
NCAA
- Uczestnik turnieju NCAA (2006)
- Zaliczony do:
  - II składu turnieju konferencji Atlantic Coast (ACC – 2007)
  - składu ACC Honorable Mention (2007)

Drużynowe
- Brązowy medalista mistrzostw:
  - Polski (2021)[8]
  - Belgii (2011)
- Zdobywca pucharu Belgii (2011)
- Finalista pucharu Ukrainy (2014)

Indywidualne
- MVP:
  - miesiąca:
    - PLK (marzec 2013)
    - ukraińskiej Superligi (październik 2013)

  - tygodnia ligi ukraińskiej (1 – 2013/14)
- Zaliczony do I składu PLK (2013)[9]
- Uczestnik:
  - meczu gwiazd TBL vs NBL (2013)[10]
  - konkurs wsadów podczas meczu gwiazd TBL vs NBL (2013)
- Lider sezonu regularnego PLK w liczbie zbiórek (168 – 2013)